# Баумгартен (награда)
Наградата „Баумгартен“ (на унгарски: Baumgarten-díj) е унгарска литературна награда, основана от Ференц Фердинанд Баумгартен и връчвана в периода 1929 – 1949 г. Наградата се разпределя от Фондация „Баумгартен“. През 2020 г. наградата е възстановена като Почетна награда „Баумгартен“.

## История
В съответствие със завещанието на основателя Ференц Фердинанд Баумгартен от 17 октомври 1923 г., годишна награда, под формата на премия или помощ от огромното му богатство, трябва да се връчва на „унгарски писатели със сериозен принос в художествената литература или науката“, които „са свободни от всякакви религиозни, расови и социални предразсъдъци, служат само на идеалите и страдат от материални лишения, без да допускат компромиси в името на лична изгода.“.
Когато през 1927 г. основателят умира, семейството му оспорва завещанието. Немски и унгарски писатели протестират срещу намеренията на семейството. Поради тази причина завещанието придобива правна сила едва през април 1928 година.
Последните награди са връчени през 1949 г. Дотогава, с изключение на 1945 г., се връчват всяка година на 18 януари в седалището на Фондацията.
Размерът на годишните награди бил между 3000 и 8000 пенгьо, а от 1947 г. между 8 и 10 хиляди форинта. Сумата можело да бъде удължавана с няколко години или повторно връчвана на особено нуждаещи се от нея и достойни кандидати.
По време на съществуването си Фондация „Баумгартен“ връчва 126 отличия и награди След смъртта на Аладар Шьопфлин (9 август 1950 г.) през октомври 1950 г. Фондацията е разпусната. След преустановяването ѝ е заменена от наградата „Йожеф Атила“, учредена от Министерския съвет.
След смяната на режима Артур Баумгартен, потомък на основателя, се опитва да възстанови наградата, но усилията му са неуспешни.
През 2019 г. Ендре Кукорели предлага един милион форинта за възстановяването на наградата „Баумгартен“. На 16 януари 2020 г. в ресторант „Гундел“ са връчени за пръв път основаните през 2019 г. почетни награди „Баумгартен“ с обществено финансиране. Всяка година се връчват пет награди и шест отличия, общо за 2020 г. наградите възлизат на 5 200 000 форинта, всеки от лауреатите на наградата освен сумата от 800 хиляди форинта получава и графика на Карой Климо, лауреатите на отличията получават по 200 хиляди форинта. Пръв куратор на наградата е Ендре Кукорели. Консултанти са му Ищван Кемен, Ищван Маргочи и Марио З. Немеш.

## Подновяване на наградата през 2020 г.
През 2020 г. наградата е възстановена като Почетна награда „Баумгартен“. Тя не е тясно свързана с първоначалната система за избор на лауреати: в продължение на три години един куратор взема решение за разпределението на наградите въз основа на предложения на експертна колегия, след изтичането на мандата на куратора позицията му се поема от един от лауреатите.

## Носители на наградата, издавани на български език
Магда Сабо (наградата ѝ е отнета по политически причини), Дюла Круди, Атила Йожеф (посмъртно), Ласло Мартон и др.